# Купятицкий Введенский монастырь
Купятицкий мужской монастырь Введения во храм Пресвятой Богородицы  — мужской монастырь Русской православной церкви, существовавший в 1628—1817 года в деревне Купятичи на Пинщине.

## История
Основан монастырь в 1628 году Аполоннием Воловичем и Василием Копецом при старинной церкви Введения Божией Матери, в которой хранилась старинная чудотворная икона Богородицы в виде креста-энколпиона, известная под названием Купятицкой иконы Божией Матери.
Первые монахи пришли в монастырь из Виленского Свято-Духова монастыря в 1629 году.
Уже через несколько лет после основания монастырь стал предметом конфликта между православными и униатами.
Монастырь всё же остался православным, благодаря своему настоятелю игумену Иосифу.
В 1743 году монастырь был приписан к Богоявленскому монастырю Пинска.
А в 1817 году монастырь был закрыт в связи с малым количеством монахов и бедностью.

## Известные насельники
Афанасий Брестский (ок.1595 — 1648)  — святой Русской православной церкви, писатель-полемист, ярый противник решений Брестской унии.